# Predmost 3

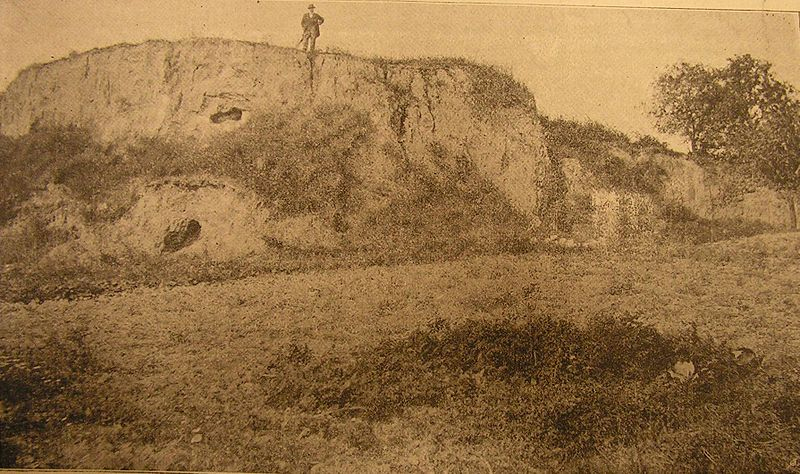
Předmostí en 1896.

Predmost 3, a veces mencionado como Predmosti 3 (en checo, Předmostí), es el nombre asignado a los restos paleoantropológicos de un Homo sapiens encontrados en Europa central, en la República Checa, y que geológicamente están datados en el Pleistoceno final. Junto a estos restos humanos se encontraron otros así como evidencias arqueológicas.

## Descripción

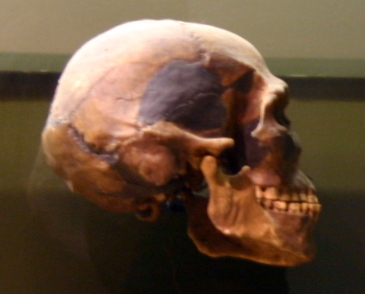
Réplica del cráneo Predmosti 3.

El hallazgo es una calavera encontrada en Predmosti, Moravia, y datado en distintas fechas según autores: 26 000 AP; 25 000 AP; o 30 000 AP.
La capacidad craneal era de 1580 cm³.

## Pérdida
El cráneo fue destruido durante la Segunda Guerra Mundial por las tropas alemanas.

## Análisis
En un análisis morfométrico incluyendo a Predmost 3 (frente a cinco diferentes calaveras de homínido) de variables en las dimensiones craneales de rasgos cráneo-faciales comparados con Homo sapiens sapiens, Predmost 3 se le encontró una correlación de similitud del 73 % (Lubson,Corruccini).

Las calaveras del Paleolítico superior tienen, al menos, la cara tan plana como las modernas, excepto por Predmosti 3.

La calavera se incluye en un grupo de restos de Paleolítico superior junto a Grotte des Enfants 4, Barma Grande 5, Pavlov 1 y Sunghir 1.